# Technical Ecstasy
| 전문가 평가                   | 전문가 평가 |
| 평가 점수                     | 평가 점수   |
| 출처                          | 점수        |
| ----------------------------- | ----------- |
| AllMusic                      | [ 3 ]       |
| Encyclopedia of Popular Music | [ 4 ]       |
| The Great Rock Discography    | 5/10        |
| The Rolling Stone Album Guide | [ 6 ]       |
| Spin Alternative Record Guide | 2/10        |

《Technical Ecstasy》는 기타리스트 토니 아이오미가 프로듀싱해 1976년 10월 22일에 발매한 영국의 록 밴드 블랙 사바스의 일곱 번째 스튜디오 음반이다. 이 음반은 1997년 6월 19일에 골드 인증을 받았고 빌보드 200 음반 차트에서 51위를 차지했다.

## 커버 아트
커버 아트는 힙노시스에 의해 디자인되었다. 오스본은 이것을 "에스컬레이터를 두 대의 로봇"이라고 묘사했다. 그래픽 디자이너 조지 하디의 도움을 받았던 힙노시스의 스톰 소거슨은 1979년 줌 잡지와 이 표지를 토론했다. "저희들은 그 표지를 아주 마음에 들었습니다. 이 음반의 제목인 《Technical Ecstasy》로부터, 저는 어떤 기술적인 것 보다는 황홀한 것을 즉시 성적 용어로 생각했습니다. 일종의 기계적인 교배, 그것은 까다로울 것입니다. 그리고 나서 저는 엑스터시가 사랑에 빠진다고 생각했어요. 아마도 에스컬레이터에서 잠깐 마주치는 동안 말이죠. 그리고, '기술적'이었기 때문에, 저는 두 대의 로봇을 생각했어요. 이것은 매우 간단합니다. 그는 단지 여성용 곡선과 남성용 단단하고 각진 마초선을 만들었어요. 사실 꽤 성차별적이죠. 확실히 말하자면 고정관념이죠. 어쨌든 첫눈에 반하는 사랑이지만 인간들이 하는 것처럼 로봇이 하지 않을 것 같아서 대신 서로 윤활유를 짜내고 있습니다." 영국 출판물에는 가사와 크레딧이 양면 삽입되어 있었다.

## 곡 목록
빌 워드가 작사/작곡한 〈It's Alright〉을 제외하고, 모든 곡들은 토니 아이오미, 기저 버틀러, 빌 워드 그리고 오지 오스본이 작사/작곡하였다.
| #  | 제목                    | 재생 시간 |
| -- | ----------------------- | --------- |
| 1. | 〈Back Street Kids〉    | 3:47      |
| 2. | 〈You Won't Change Me〉 | 6:42      |
| 3. | 〈It's Alright〉        | 4:04      |
| 4. | 〈Gypsy〉               | 5:14      |

| #  | 제목                               | 재생 시간 |
| -- | ---------------------------------- | --------- |
| 5. | 〈All Moving Parts (Stand Still)〉 | 5:07      |
| 6. | 〈Rock 'n' Roll Doctor〉           | 3:30      |
| 7. | 〈She's Gone〉                     | 4:58      |
| 8. | 〈Dirty Women〉                    | 7:13      |

## 인증
| 국가                       | 인증 | 판매량/출하량 |
| -------------------------- | ---- | ------------- |
| 영국 (BPI)                 | 실버 | 60,000^       |
| 미국 (RIAA)                | 골드 | 500,000^      |
| ^출하량을 기반으로 한 인증 |      |               |